# Manuel Bassa i Armengol
Manuel Bassa i Armengol (Barcelona, 1901 - Barcelona, 1977) fou un heraldista i sigil·lògraf català. Publicà nombrosos treballs sobre heràldica. Fou membre de la Societat Catalana d'Estudis Històrics de l'Institut d'Estudis Catalans i va col·laborar-ne al butlletí. També escrigué articles en revistes com ara Ilerda i Serra d'Or, sobretot sobre qüestions d'heràldica. Com a sigil·lògraf, reuní una col·lecció de més de mig milió de segells documentals, marques, escuts i monedes.

## Obres
- Rocabruna (Prehistòria, història, tradicions i llegendes) (1932)
- Orígens de l'escut català (1961)
- El veritable escut de la ciutat de Barcelona (1964), en defensa de la composició a base de quatre pals reials, i no dos, en els quarters segon i tercer
- Els comtes-reis catalans. Història i heràldica de la casa de Barcelona (1964)
- L'escut de Tarragona (1966)
- L'escut de Santa Coloma de Queralt (1973)
- Tractat general d'heràldica (1973), sobre la història dels escuts i normes per formar-los i llegir-los